# Mount Lincoln (Colorado)

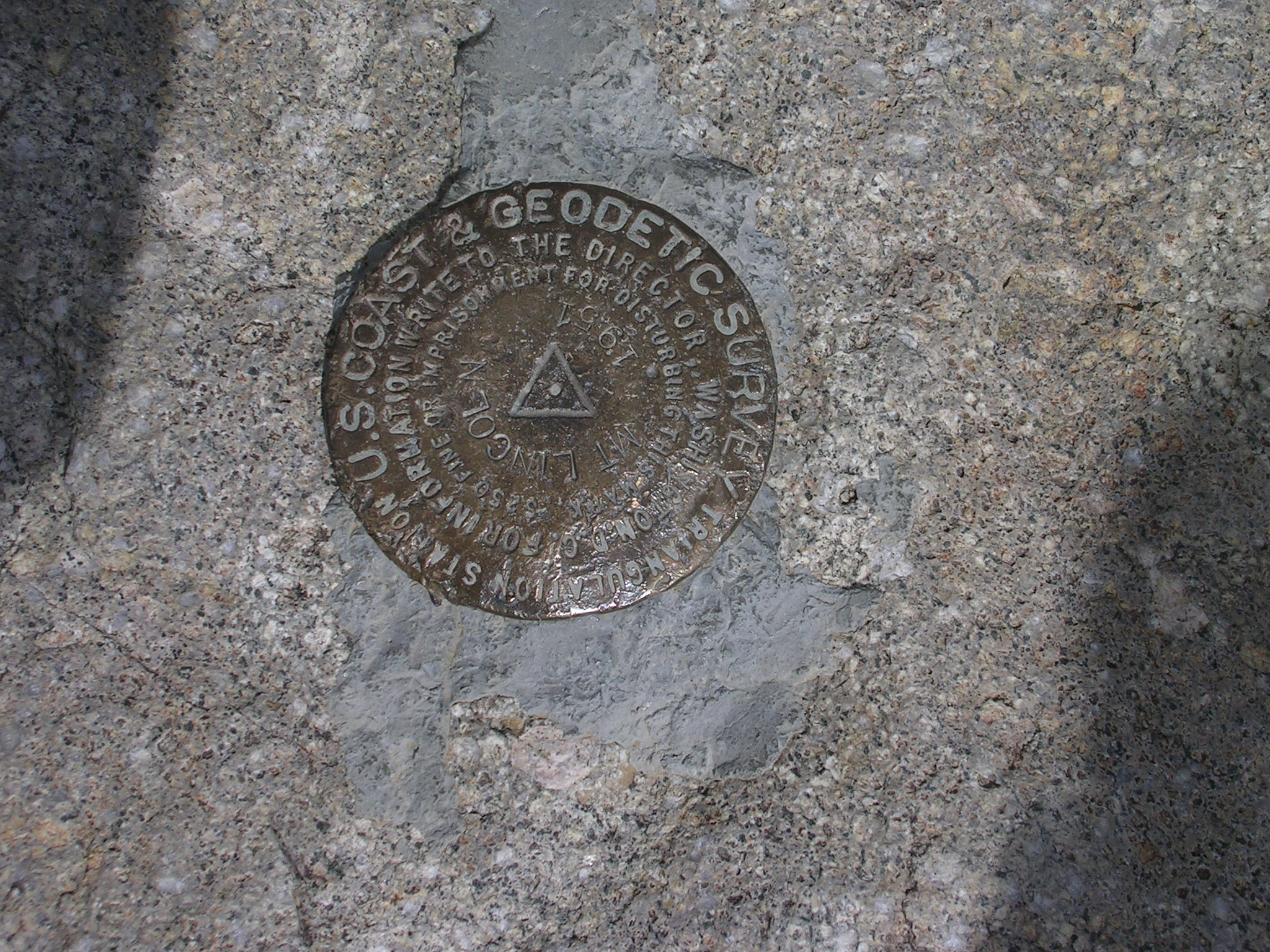
USGS-Markierungspunkt am Gipfel

Der Mount Lincoln ist mit einer Höhe von 4354 m der höchste Gipfel der Mosquito Range im US-amerikanischen Bundesstaat Colorado. Der Berg ist nach dem ehemaligen US-Präsidenten Abraham Lincoln benannt.

## Lage und Umgebung
Der Mount Lincoln liegt in Park County und ist die höchste Erhebung in diesem Bezirk.
Er bildet den Abschluss eines Gebirgskamms, der sich vom 4312 m hohen Mount Democrat in nordöstlicher Richtung über den 4339 m hohen Mount Cameron hinzieht. Ein weiterer Nachbarberg ist der 4320 m hohe Mount Bross am Ende eines vom Mount Cameron in südöstlicher Richtung abzweigenden Grates.
Die nächstgelegene Ortschaft ist das etwa neun Kilometer südsüdöstlich gelegene Alma (Colorado). Im Osten liegt am Fuß des Berges der Stausee Montgomery Reserve.

## Bergbau
Der Mount Lincoln besteht aus Kalkstein. Im Jahr 1871 wurden hier große Silbervorkommen entdeckt, das insbesondere bis 1892 intensiv abgebaut wurde. Auch Blei ist hier zu finden. Noch heute ist der Berg jedoch im Besitz von Bergbaugesellschaften. Die höchste Mine, die Russia Mine, liegt auf über 4100 m Höhe südöstlich des Gipfels.

## Wege zum Gipfel
Häufigster Ausgangspunkt ist Kite Lake, ein Bergsee südöstlich des Mount Democrat, wo es auch einen Campingplatz gibt. Von dort führt ein markierter Wanderweg zum Sattel zwischen Mount Democrat und Mount Cameron und von dort über den Gebirgskamm und den Gipfel des Mount Cameron zum Mount Lincoln. Ein alternativer Anstieg führt durch das Tal des Quartzville Creek im Südosten des Berges, durch das Hochtal Cameron Amphitheatre zwischen Mount Lincoln und Mount Bross und schlussendlich über den Nordostrücken zum Gipfel. Weitere Aufstiegsmöglichkeiten gibt es von Osten durch die Täler Lincoln Amphitheatre und Putham Gulch.
An den steilen felsigen Hängen im Osten, oberhalb des Montgomery Reserve, bilden sich im Winter gefrorene Wasserfälle, die sich zum Eisklettern eignen. Es gibt hier Routen in den Schwierigkeitsgraden WI1 bis WI4.
Die Bergkette des Mount Lincoln bis zum Mount Democrat ist als Bergbaugebiet im Privatbesitz. Zeitweise war der Zugang daher ab 2005 gesperrt. Als Gründe werden Haftungsfragen angegeben, da die zahlreichen Stollen in dem Gebiet Gefahren für Bergsteiger abseits der Wege mit sich bringen. Die Gemeinde Alma beschloss daraufhin jedoch das Land zu mieten und Bergsteigern wieder zugänglich zu machen. Bis heute gibt es jedoch Beschränkungen. Mit Stand 2009 ist der Mount Lincoln auf der Kite-Lake-Route zugänglich, andere Anstiege und das Verlassen der Wege sind untersagt.